# جيمس كلير
جيمس كلير (بالإنجليزية: James Clare)‏ هو لاعب دوري الرغبي بريطاني، ولد في 13 أبريل 1991 في كاسلفورد ‏ في المملكة المتحدة.